# گابریل سیوفی
گابریله چوفی (انگلیسی: Gabriele Cioffi؛ زادهٔ ۷ سپتامبر ۱۹۷۵) بازیکن سابق و مربی فوتبال اهل ایتالیا است.
از باشگاه‌هایی که در آن بازی کرده‌است می‌توان به باشگاه فوتبال کارپی، باشگاه فوتبال اسپتزیا، باشگاه فوتبال آسکولی، باشگاه فوتبال تورینو، باشگاه فوتبال نووارا، و باشگاه فوتبال اتلتیکو آرتزو اشاره کرد.